# Palazzo della Ragione (Milán)
El Palazzo della Ragione de Milán es un palazzo della Ragione —edificio público destinado a acoger tanto las reuniones del Consejo como las audiencias de los tribunales— situado en la piazza dei Mercanti, frente a la Loggia degli Osii.

## Origen y función

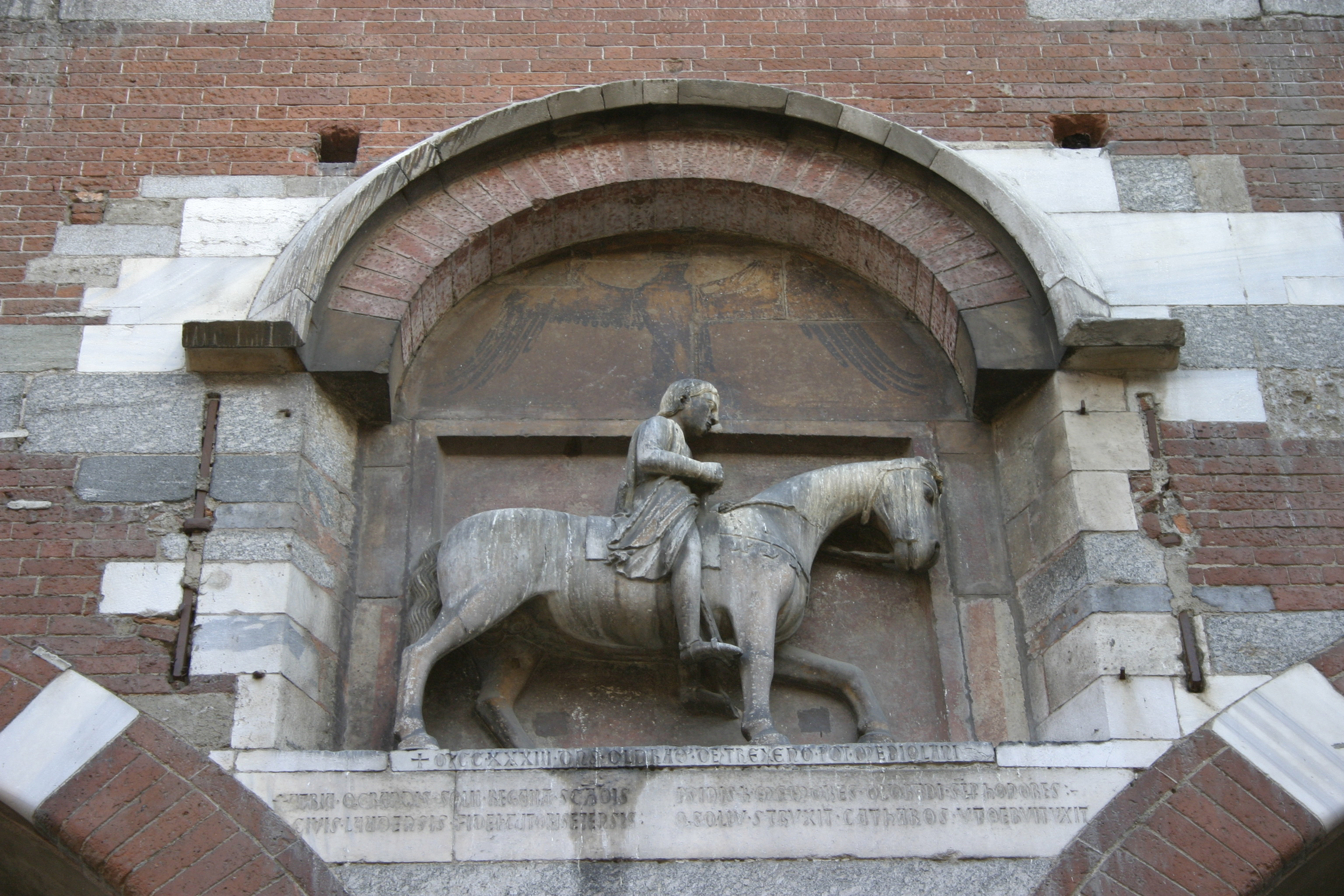
Monumento ecuestre a Oldrado da Tresseno en el Palazzo della Ragione de Milán.

Milán tuvo tres broletti: el más antiguo es el piccolo brolo, contiguo al arzobispado y a la Catedral, en el lugar donde actualmente se sitúa el Palacio Real; el segundo, llamado Nuovo, y el tercero, llamado Nuovissimo, en la Corsia di San Marcellino (actual Via Broletto), en el lugar donde se sitúa actualmente el Palazzo Carmagnola.
El segundo fue el centro de la vida de la ciudad desde cuando se construyó en 1228 por voluntad del podestà Aliprando Faba como un simple pórtico abierto para las asambleas, arbitrajes y ordenanzas. En 1233 el podestà Oldrado da Tresseno (o Dresano) ordenó la construcción de una planta superior con una gran sala para las reuniones más importantes. El palacio permaneció sin alteraciones hasta 1773, cuando la emperatriz María Teresa I de Austria ordenó al arquitecto Francesco Croce que le añadiera una planta más.
Francesco Croce renovó completamente los espacios interiores, eliminó las tríforas medievales, elevó el edificio realizando amplias ventanas ovales y lo transformó al estilo neoclásico, dando así vida a la nueva sede de los archivos notariales.
En 1854, según el proyecto del arquitecto Enrico Terzaghi, el pórtico de la planta baja fue cerrado con vidrieras sostenidas por pilares de hierro fundido y el techo fue sustituido posteriormente con bóvedas vaídas. Entre 1866 y 1870, el Palazzo della Ragione albergó la primera sede de la Banca Popolare di Milano. Entre 1905 y 1907 se abrió de nuevo el gran deambulatorio.
Con el resurgir del interés por la arquitectura medieval se retiró el yeso que recubría la parte antigua del edificio, se reabrieron las ventanas y se abandonó la última planta, aunque no se eliminó porque se continuaron utilizando los espacios interiores.

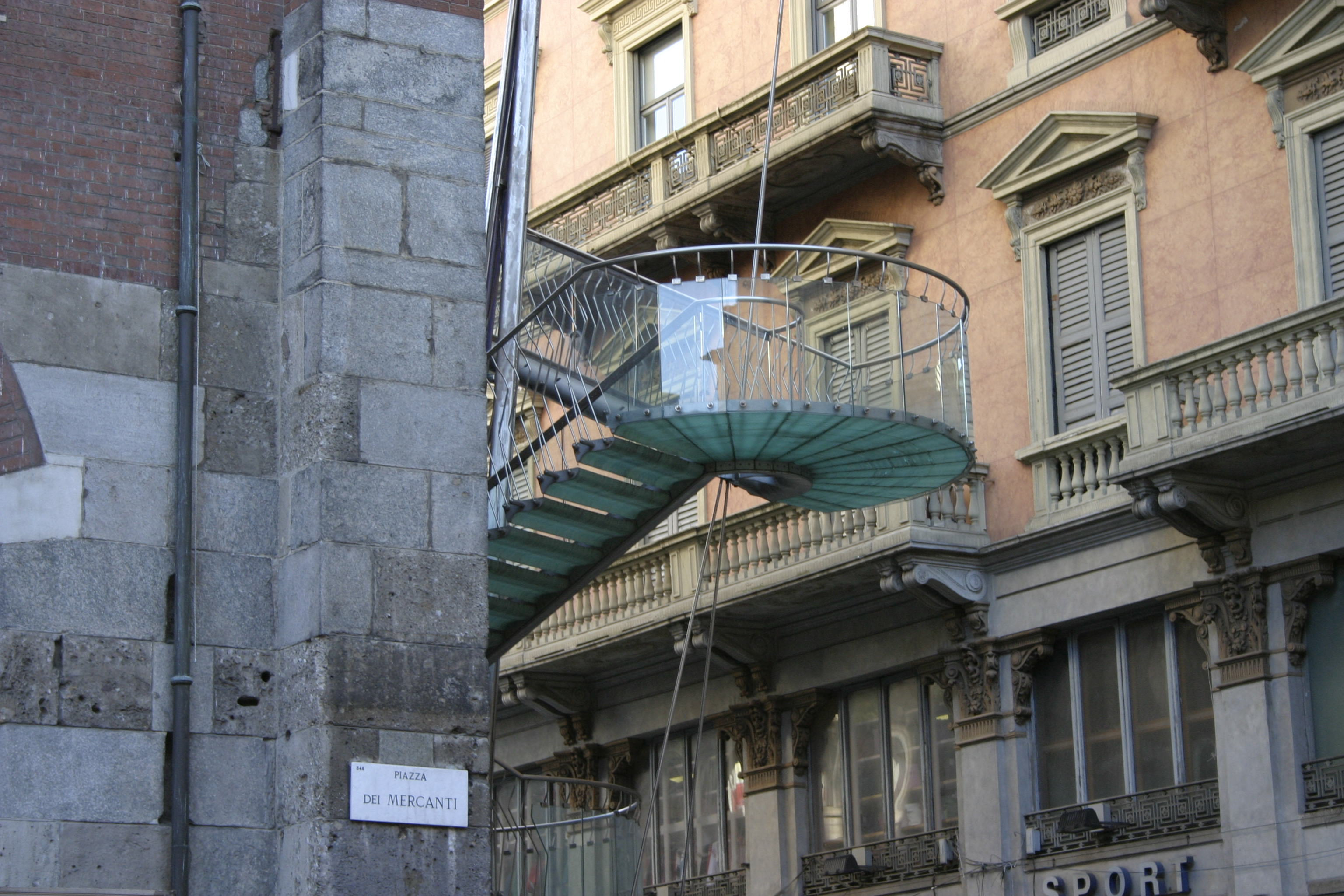
La nueva escalera.

En el curso de los años setenta el archivo notarial fue trasladado, y se empezó a considerar una restauración de las formas precedentes a la elevación teresiana, considerada extraña a la estructura y de ningún valor histórico. A esto se añadían además problemas relacionados con la estructura del edificio, que se tenían que resolver. Gracias a la intervención de Marco Dezzi Bardeschi y algunos otros se consiguió el mantenimiento de la estructura. En 1978 se encargó a este mismo arquitecto la restauración completa del edificio. Se ocupó así de la consolidación estructural, aportando modificaciones fundamentales que garantizaron la funcionalidad, como la realización de las instalaciones térmicas, la reconstrucción del pavimento y la adición de la escalera de seguridad, objeto de crítica por la negativa del arquitecto de actuar con mimetismo estilístico.

## Descripción

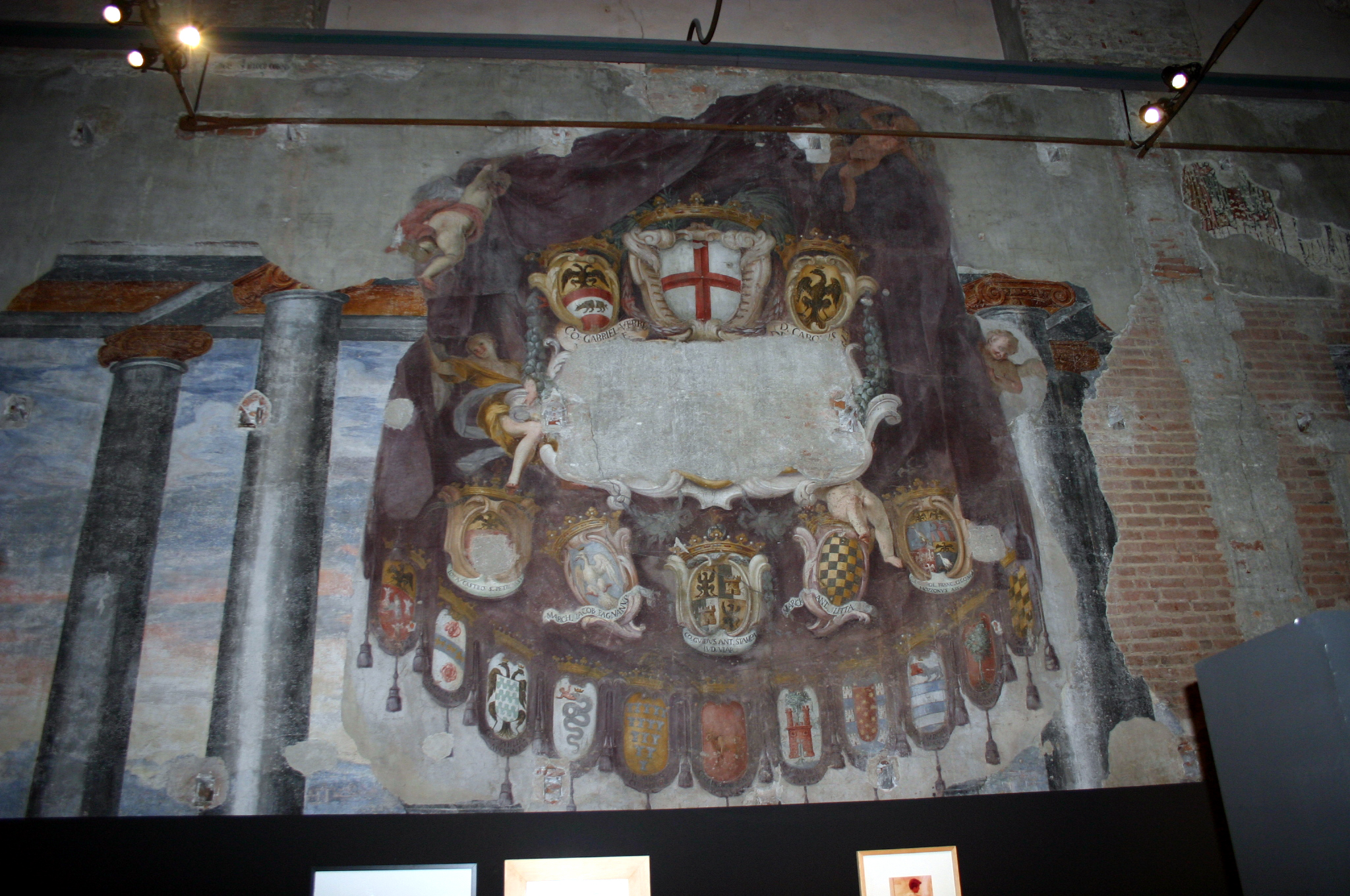
Los frescos interiores de la planta superior del Palazzo della Ragione: aquí se representan los escudos de los principales magistrados del de Milán.

El edificio tiene una planta rectangular que se abre como una verdadera plaza cubierta, con dos amplias naves de pórticos. Estos pórticos constan de siete arcos en los lados mayores y dos en los menores, posicionados sobre grandes pilares de piedra. Las arquivoltas son simples, de ladrillo y mármol alternados y de medio punto, salvo los extremos de los dos lados mayores que son ojivales. Al nivel del pórtico se accede a la Piazza Mercanti por medio de cinco escalones que ocupan todo el lado.
La planta superior presenta en la fachada hacia la plaza siete grandes tríforas simétricas respecto a las arcadas inferiores, además de una ventana con arco de medio punto con el altorrelieve de Oldrado da Tresseno y una placa conmemorativa de la construcción a su nombre. Las ventanas están enmarcadas por ladrillos con arcos de ladrillos y de piedra y encierran tres arquitos menores que se apoyan sobre columnas con capiteles con hojas. En la hornacina se encuentra la estatua de Oldrado.

## Proyectos de restauración

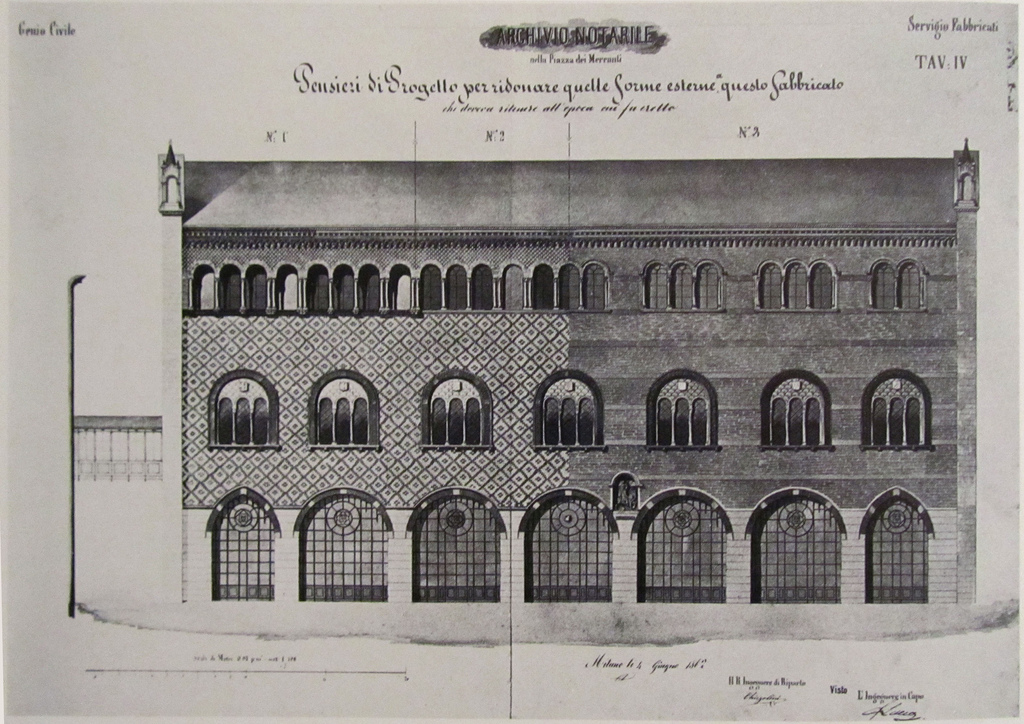
El proyecto de restauración de Chizzolini (1862).
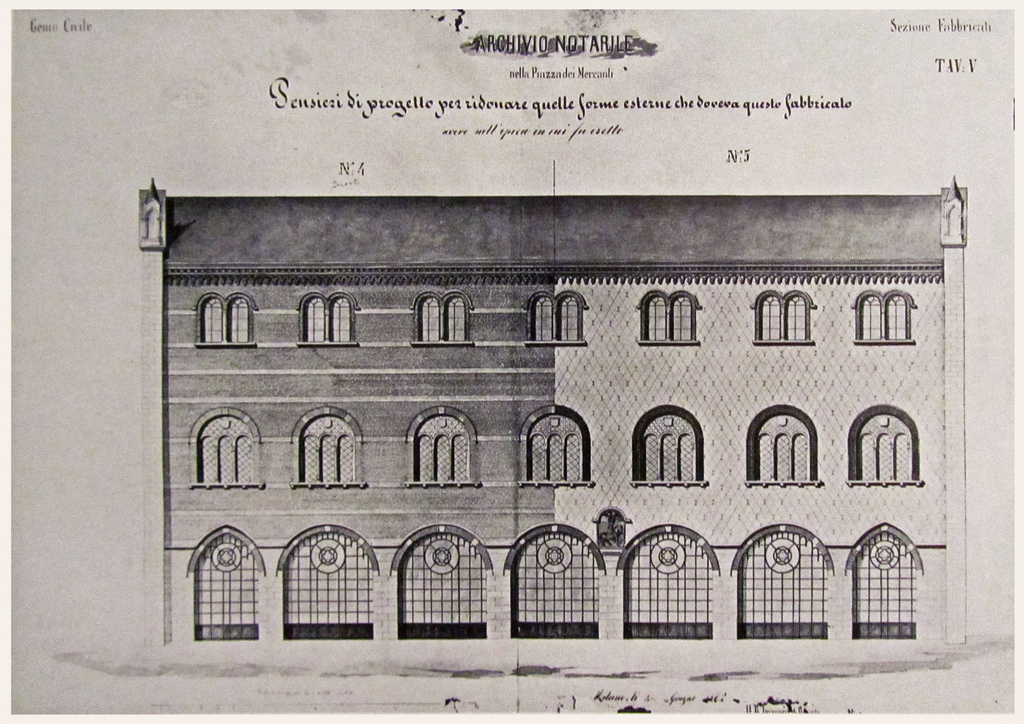
El proyecto de restauración de Chizzolini (1862).
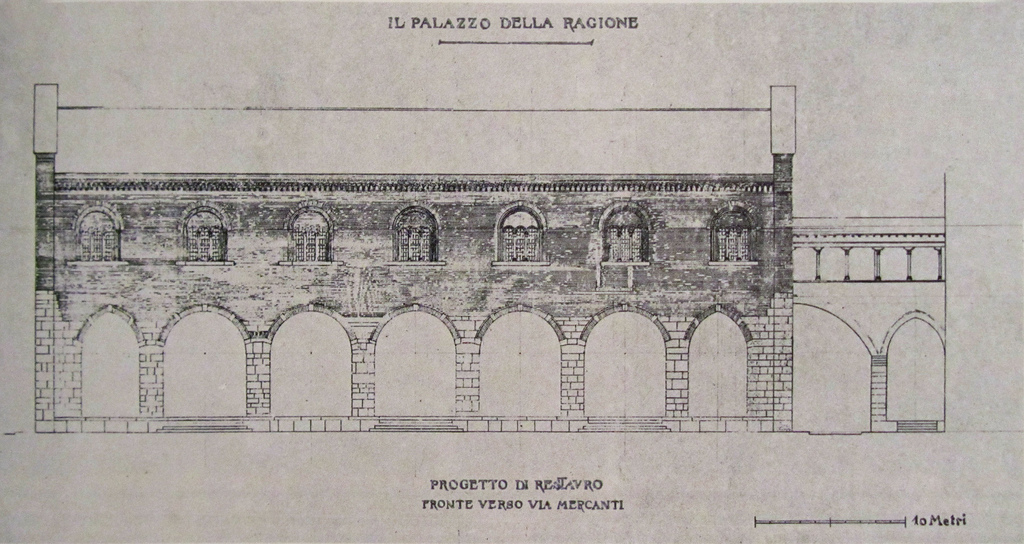
El proyecto de restauración de Perrone (1914).